# Argyrolepidia stilbalis
Argyrolepidia stilbalis là một loài bướm đêm trong họ Noctuidae.